# Pseudothyone levini
Pseudothyone levini is een zeekomkommer uit de familie Sclerodactylidae.
De wetenschappelijke naam van de soort werd in 2001 gepubliceerd door Philip Lambert & K.L. Oliver.